# 王扶 (北宋)
王扶，大名成安（今河北省成安县）人，北宋政治人物。王明次子。
淳化初年，寇准掌选，举荐王扶和钱若水、程肃、陈充、钱熙五人进士文学高第。王扶历任台省之官，官至转运使，以治绩闻名，直集贤院。咸平二年，户部使索湘受诏详定三司编敕，与王扶交相请托，擅易板籍，贬为将作少监。王扶官至工部员外郎。